# Atractus andinus
Espèce
Atractus andinus  est une espèce de serpents de la famille des Dipsadidae.

## Répartition
Cette espèce est endémique du département d'Antioquia en Colombie.

## Description
L'holotype de Atractus andinus, mâle adulte, mesure 287 mm dont 37 mm pour la queue.

## Publication originale
- Prado, 1944 : Serpentes da Colombia, com a descrição de duas novas espécies de Atractus. Ciencia (Mexico), vol. 5, no 4/5, p. 111 (texte intégral).